# Oospila ecuadorata
Oospila ecuadorata är en fjärilsart som beskrevs av Paul Dognin 1892. Oospila ecuadorata ingår i släktet Oospila och familjen mätare. Inga underarter finns listade i Catalogue of Life.